# Książę (utwór)
Książę (Il principe, 1513, wyd. 1532) – najsłynniejsze dzieło Niccolò Machiavellego, jedna z najważniejszych pozycji w dziejach filozofii politycznej, poradnik strategii utrzymania władzy, źródło doktryny politycznej zwanej makiawelizmem.

## Historia powstania książki

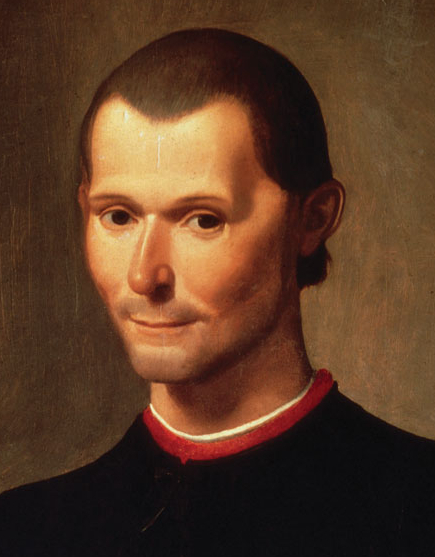
Portret Machiavellego pędzla Santiego di Tito

Napisana około roku 1513, a wydana dopiero w 1532, kilka lat po śmierci Machiavellego, książka jest zbiorem przykładów i analiz działań bardziej i mniej wybitnych władców w historii, zwłaszcza zaś współczesnego Machiavellemu Cezara Borgii. Nie bez wpływu na charakter zamieszczanych w niej uwag są doświadczenia Machiavellego z czasów republiki, m.in. spalenie na stosie Savonaroli.
Książkę Machiavelli zadedykował Wawrzyńcowi II Medyceuszowi (zm. 1519) - wnukowi i imiennikowi Wawrzyńca Wspaniałego. Była ona próbą wkupienia się w łaski Medyceuszy po upadku wrogiej im Republiki Florenckiej (1512), w której władzach Machiavelli zajmował wysoką pozycję. W zamyśle autora służyć miała jako przewodnik i zbiór wskazówek dla księcia (władcy), który podjąłby próbę zjednoczenia rozbitych ówcześnie na kilkanaście małych księstw renesansowych Włoch.

## Treść dzieła
Książę jest poradnikiem skutecznego sprawowania władzy. Przy czym jest to cel nadrzędny, który usprawiedliwia podejmowanie działań nieetycznych o tyle, o ile okazały się one skuteczne w jej utrzymaniu.

### Podporządkowanie etyki polityce
Machiavelli, wyjaśniając swoje motywy, stwierdza:
Moim zamiarem jest pisać rzeczy użyteczne dla tego, kto je rozumie, przeto o wiele bardziej właściwym wydaje mi się iść za prawdą rzeczywistą zdarzeń niż za jej wyobrażeniem. Wielu wyobrażało sobie takie republiki i księstwa, jakich w rzeczywistości ani się nie widzi, ani się nie zna; wszak sposób, w jaki się żyje jest tak różny od tego, w jaki się żyć powinno, że ten, kto chce postępować tak, jak się powinno postępować, a nie tak, jak się postępuje, gotuje raczej swoją klęskę, niż zapewnia panowanie.
Jest dla niego oczywiste, że polityka oderwała się od etyki, a "człowiek, który w każdym swym postępku zdecydowany jest przestrzegać zasad dobra, musi nieuchronnie zginąć wśród tylu, którzy nie są dobrymi".

### Pesymizm
Natura ludzka jest zła. Człowiek kieruje się niskimi pobudkami i egoizmem. Dlatego "założyciele i prawodawcy państw winni zawsze zakładać z góry, że wszyscy są źli i że niechybnie takimi się okażą, ilekroć będą ku temu mieli sposobność". Sztuka rządzenia polega na poskromieniu złych instynktów swych poddanych, co można uczynić za pomocą prawa. Dobre prawo (np. republikańskie) może obrócić lud w kierunku dobrego postępowania.
Nasze możliwości są ograniczone, ponieważ światem rządzi przypadek. Jeśli wyobrazimy sobie los jako rzekę, której prąd nas niesie, to cnota virtu może pozwolić nam na to, by nie dać się nieść biernie falom. Ale i tak będziemy płynąć wraz z rzeką.

### Dobre i złe posługiwanie się okrucieństwem
Kluczowe dla władcy jest zrozumienie, na czym polega dobre i złe posługiwanie się okrucieństwem.
Dobre posłużenie się okrucieństwem to takie, które popełnia się za jednym zamachem, dla ubezpieczenia swojej pozycji. Złe, to takie, które z początku nieliczne, mnożą się. Okrucieństwo nawet największe jeśli poczynione raz, wzbudza najpierw paraliżujący strach, a potem zostaje zapomniane. Okrucieństwa nawet najmniejsze a popełniane ustawicznie powodują wzrost społecznej frustracji i mogą prowadzić do utraty władzy.
Ogólnie należy kierować się zasadą, że "gdy się krzywdzi człowieka, należy czynić to w ten sposób, aby nie trzeba było obawiać się zemsty".

### Cechy skutecznego władcy
Niemożliwe jest posiadanie samych dobrych cech. Uniemożliwiają to realia stosunków międzyludzkich. Książę więc powinien unikać przede wszystkim takich wad, które grożą utratą księstwa. Zmienność, zniewieściałość, tchórzliwość i wahanie się to wady szczególnie niewskazane dla księcia.
Jeśli chodzi o hojność, to lepiej być hojnym dysponując cudzą własnością, skąpym - jeśli chodzi o własne dobra. Lepiej budzić strach niż miłość. Ludzie będą cię kochać, póki będzie ci się wiodło, ale gdy znajdziesz się w trudnej sytuacji, opuszczą cię. Taka jest reguła. Hannibal budził respekt wśród żołnierzy i ci go słuchali. Scypion był pobłażliwy, a jego wojska zbuntowały się w Hiszpanii.
Książę nie może, niestety, dotrzymywać wiary, jeśli przynosi mu to szkodę. Choć dobry książę powinien być litościwy, ludzki, religijny, prawy i powinien dotrzymywać słowa, to "nie jest potrzebnym, by książę posiadał wszystkie owe zalety, (...) lecz jest bardzo potrzebnym, aby wydawało się, że je posiada". Szczególnie, że są sytuacje, w których by utrzymać władzę, trzeba postępować wbrew nim.
By utrzymać władzę, trzeba walczyć, a są dwa sposoby prowadzenia walki:
- prawem - to sposób ludzki
- siłą - to sposób zwierzęcy

Oczywiście, trudno by księciu nie przyszło też walczyć w sposób zwierzęcy. Tu wzorem dla księcia winny być lew i lis. Każdy osobno nie poradzi sobie, bo lew nie umie unikać sideł, a lis bronić się przed wilkami. Trzeba być więc lisem, by wiedzieć, co to sidła i lwem, by strach budzić wśród wilków.

### Utrzymanie władzy
Są dwa odmienne rodzaje rządzenia:
- Francja - rządzona przez wielu książąt i baronów
- Turcja - rządzona przez jednego księcia

Francję łatwiej podbić, trudniej utrzymać, Turcję - trudno podbić, a łatwiej utrzymać. Rządy Dariusza były typu tureckiego, dlatego Aleksander raz go podbiwszy, mógł z łatwością utrzymać jego państwo.
Można zostać księciem podążając ścieżką zbrodni, jak czynili to Agatokles Sycylijski czy Oliverotto da Fermo. Utrzyma się przy władzy ten, kto dobrze posługuje się okrucieństwami. Ale lepiej jest, gdy zostanie się księciem dzięki przychylności współobywateli, bo wtedy łatwiej utrzymać się przy władzy, ponieważ unika się nienawiści poddanych. Ważne, by książę otaczał się ludźmi, których pozycja zależy wyłącznie od niego. Gubi siebie bowiem ten, co czyni drugiego potężnym.
Trzeba pamiętać, że będąc u władzy trudniej i niebezpieczniej opierać się na arystokracji niż na zwykłym ludzie, bo "ci bowiem chcą uciskać, tamten nie chce być uciskanym". Zresztą utrzymanie się nowego księcia zależy przede wszystkim od jego dzielności. Łatwiej przy władzy utrzyma się ten, co więcej liczył na męstwo niż szczęście przy jej zdobyciu.
Szczególnym przypadkiem są księstwa kościelne, które zdobywa się dzięki cnocie lub szczęściu, a zatrzymuje bez jednego ani drugiego.
Władanie księstwem dziedzicznym jest łatwiejsze niż nowym. W nowych lepiej już zakładać kolonie niż załogi wojskowe. Gdy zdobędzie się państwo przyzwyczajone do wolności, ma się trzy możliwe sposoby jego utrzymania:
- Zniszczyć je (najskuteczniejszy)
- Zamieszkać w nim (też godny polecenia)
- Zostawić prawa i stworzyć wewnętrzny oligarchiczny rząd

Przed niebezpieczeństwami zewnętrznymi, czyli sąsiadami, broni się dobrym wojskiem i dobrymi przyjaciółmi, o których nietrudno, gdy ma się dobre wojsko. Przed niebezpieczeństwami wewnętrznymi, czyli spiskami, broni się nie budząc ani nienawiści, ani lekceważenia. By nie budzić antypatii powinno się innym zlecać rozdzielanie ciężarów, a sobie - rozdawanie łask. Szacunku przysparzają wielkie przedsięwzięcia i dawanie niepospolitego przykładu.

### Dobre państwo
By czuć się bezpiecznym na tronie trzeba przede wszystkim stworzyć dobre państwo. Najważniejszą podstawą dobrego państwa jest dobre wojsko i dobre prawo. Przy czym z tych dwojga ważniejsze jest dobre wojsko, ponieważ bez dobrego wojska nie ma mowy o dobrym prawie. Złym wojskiem jest wojsko najemne i posiłkowe. By prowadzić skuteczne wojny, książę winien studiować i naśladować czyny wielkich mężów przeszłości. Na przykład powiada się, że Cezar naśladował Aleksandra.

## Zwierzęta wKsięciu

### Lis i Lew
Lis pojawia się w traktacie Książę Niccolò Machiavellego w rozdziale XVIII Jak książęta powinni dotrzymywać słowa. W połączeniu z postacią lwa, stanowi element rozbudowanej porady, w jaki sposób władca powinien modelować swoje zachowanie w kontekście składania oraz dotrzymywania obietnic, jak również potencjalnego ich łamania i legitymizowania takiej decyzji.
Interpretacje znaczenia i sposobu funkcjonowania lisa w Księciu są różnorodne. W zestawieniu Księcia ze znaną Machiavellemu tradycją antyczną skojarzenie postępowania skutecznego władcy z lisem i lwem może łączyć się z postacią Odyseusza, widzianego w tej interpretacji jako jeden z prototypów modelowego władcy. Związek z herosami antycznymi w rozdziale XVIII podkreślony jest zresztą poprzez przywołanie Achillesa i jego mentora, centaura Chirona, na początku rozdziału.
Wykorzystanie w Księciu zestawienia lisa z lwem jest również powszechnie uważane za rodzaj swoistego dialogu z tekstem Cycerona De Officiis, stanowiąc jeden z wielu przykładów odwołań do autorów starożytnych w traktacie Machiavellego. Poprzez przywołanie cyceroniańskiej metafory i nadanie jej odmiennego znaczenia, Machiavelli krytykuje myśl polityczną zawartą w De Officiis. Choć Machiavelli wymienia te same charakterystyki lisa, które pojawiają się u Cycerona (skłonność do kłamstw i oszustw, podstępność, niewiarygodność), to w przeciwieństwie do rzymskiego autora wskazuje on, że zachowania i metody zwierząt (w tym w szczególności właśnie lisa) są nie tylko do pewnego stopnia naturalne dla ludzi, ale wręcz konieczne dla sukcesu w polityce, ponieważ „kto chce oszukiwać, zawsze znajdzie takiego, który da się nabrać”.
Według innej interpretacji, lis Machiavellego nie ma żadnego związku z kwestią oszukiwania innych. E. Benner wskazuje, że w rozdziale XVIII Księcia posiada on cechy diametralnie różne od tych, na które wskazuje Cyceron: sam w sobie nie jest podstępny, ale potrafi za to wyczuwać pułapki i tę właśnie umiejętność, a nie zwodzenie otaczających go osób, władca powinien naśladować. Machiavelli więcej uwagi poświęca nie siłom i zaletom przywołanych zwierząt, a raczej ich słabościom; lew nie potrafi rozpoznać pułapek zastawionych przez innych, a lis nie może obronić się przed wilkami. W związku z tym, Książę winien naśladować ich cechy defensywne, a nie agresywne.
Lis jest również wciąż kojarzony z Machiavellim w kulturze popularnej, czego przykładem może być wprowadzenie elementu rywalizacji i niechętnej współpracy pomiędzy Niccolò Machiavellim a złodziejem La Volpe (wł. Lis) w grach Assassin's Creed II oraz Assassin's Creed: Brotherhood.

## Ocena filozofii Machiavellego
Książę jest uznawany za jedną z najważniejszych prac w historii filozofii politycznej. Jest dziełem pionierskim otwierającym pole nowoczesnej refleksji nad polityką. 
Przez długi czas po wydaniu książki, ze względu na jej sprzeczność z chrześcijaństwem, Książę szokował i wzbudzał liczne kontrowersje oraz krytykę ze stanowisk konserwatywnych, co po części wynikało z niezrozumienia intencji Machiavellego. Efektem tego niezrozumienia stało się powstanie terminu makiawelizm.  
Leszek Kołakowski w swoich uwagach dotyczących Księcia kładł nacisk na to, że uchwycenie momentu, w którym środek przeobraża się w cel sam w sobie, jest czasem niemożliwe.  
Stendhal pisał, że Machiavelli "pozwolił nam poznać człowieka", a Bacon, że "powinniśmy być wdzięczni Machiavellemu i podobnym mu pisarzom, którzy otwarcie i bez niedomówień piszą o tym, jak ludzie postępują, a nie jak postępować powinni".

## Polskie przekłady
- 1868 - Mikołaja Machiawella Traktat o księciu, tłum. Antoni Sozański, Kraków: Drukarnia Uniwersytetu Jagiellońskiego,
- 1917 - Mikołaj Machiavelli, Książę, tłum. Wincenty Rzymowski, Warszawa:  Księgarnia F. Hoesicka,
- 1920 - Mikołaja Machiavella Książę oraz Fryderyka II króla pruskiego Anti-Machiavel, tłum. Czesław Nanke, Lwów - Warszawa: Książnica Polska T-wa Nauczycieli Szkół Wyższych,
- 2005 - Niccolò Machiavelli, Książę, tłum. Anna Klimkiewicz, Kraków: Zielona Sowa
- 2010 - Niccolò Machiavelli, Książę: Cel uświęca środki, tłum. Zdzisław Płoski, Gliwice: Onepress (przekład z angielskiego tłumaczenia W. K. Marriotta).